# 18874 Raoulbehrend
18874 Raoulbehrend (1999 VZ22) là một tiểu hành tinh vành đai chính được phát hiện ngày 8 tháng 11 năm 1999 bởi S. Sposetti ở Gnosca.